# می‌رهم لو فن
می‌رهم لو فن (به انگلیسی: Mareham le Fen) یک روستا و محله مدنی در بریتانیا است که در لیندسی شرقی واقع شده‌است. می‌رهم لو فن ۹۴۴ نفر جمعیت دارد.